# يوكي ناتسومي
يوكي ناتسومي (باليابانية: 棗 佑喜) (18 نوفمبر 1988 في فوكوي في اليابان – )؛ هو لاعب كرة قدم ياباني سابق كان يلعب كمهاجم.

## وصلات خارجية
- يوكي ناتسومي على موقع رابطة كرة القدم اليابانية للمحترفين (اليابانية)
- يوكي ناتسومي على موقع قاعدة بيانات كرة القدم.إي يو (الإنجليزية)
- يوكي ناتسومي على موقع Soccerway.com (الإنجليزية)
- يوكي ناتسومي على موقع عالم كرة القدم.نت (الإنجليزية)
- يوكي ناتسومي على موقع كووورة